# Коровий Ручей
Коро́вий Ру́чей (коми Мӧскашор) — село в Усть-Цилемском районе Республики Коми России. Административный центр сельского поселения Коровий Ручей.

## География
Село находится в северо-западной части Республики Коми, на правом берегу реки Печора, на расстоянии примерно 1,5 км (по прямой) к юго-востоку от села Усть-Цильма, административного центра района. Абсолютная высота — 52 м над уровнем моря.
Часовой пояс
Село Коровий Ручей, как и вся Республика Коми, находится в часовой зоне МСК (московское время). Смещение применяемого времени относительно UTC составляет +3:00.

## История
В «Списке населенных мест Российской империи», изданном в 1861 году, населённый пункт упомянут как деревня Чухаревская (коровий ручей) Мезенского уезда (2-го стана), при реке Печора, расположенный в 695 верстах от уездного города Мезень. В деревне насчитывалось 26 дворов и проживал 200 человек (106 мужчин и 94 женщины). В 1920 году в деревне имелось 37 дворов и проживал 161 человек (74 мужчины и 87 женщин). В административном отношении входила в состав Устьцилемского общества Устьцилемской волости Печорского уезда.

## Население
| 2010 |
| ---- |
| 287  |

Гендерный состав
По данным Всероссийской переписи населения 2010 года, в гендерной структуре населения мужчины составляли 50,2 %, женщины — соответственно 49,8 %.
Национальный состав
Согласно результатам переписи 2002 года, в национальной структуре населения русские составляли 96 % из 240 чел.

## Улицы
- ул. Кольцевая,
- ул. Луговая,
- ул. Припечорская,
- ул. Школьная[7].

## Инфраструктура
В селе функционируют кадетская средняя общеобразовательная школа, детский сад, опытная станция имени А. В. Журавского НИИ сельского хозяйства Республики Коми Российской академии сельскохозяйственных наук и гидрологический пост.

## Известные уроженцы
- Носов, Владимир Николаевич (1988—2022) — российский военнослужащий, капитан, Герой Российской Федерации.